# Mirante do Jaguaré
Mirante do Jaguaré em julho de 2016
Mirante do Jaguaré, também conhecido como Relógio do Jaguaré, ou popularmente Farol do Jaguaré, é uma estrutura de 28 metros de altura que se encontra na Praça do Relógio do Jaguaré, na Rua Salatiel de Campos, no bairro do Jaguaré em São Paulo tombado pelo Conselho Municipal de Preservação do Patrimônio Histórico em 2003.
Foi construída em 1943 pelo arquiteto, urbanista e visionário Henrique Dumont Villares, sobrinho e afilhado de Santos Dumont, supostamente com a finalidade ajudar os barcos a navegarem pelo Rio Pinheiros posicionado à menos de 800 metros de distância.

## Histórico

### A Região
Fundada oficialmente em 1935, a área era vagamente habitada em seus arredores desde o início do século 20. Toda a região Jaguaré era uma grande fazenda de 165 alqueires que pertencia à Companhia Suburbana Paulista, fundada por Ramos de Azevedo e que executava loteamento de terras pela cidade.
A fazenda foi adquirida pelo empresário e engenheiro Henrique Dumont Villares que vislumbrou um projeto de urbanização e se tornou o primeiro bairro planejado da cidade de São Paulo.
O nome Jaguaré vem de um ribeirão da região, que nascia na cidade de Osasco e desembocava no Rio Pinheiros e que foi canalizado quando o bairro começou a ser urbanizado.
Depois de loteado e ocupado, o dificultador para o desenvolvimento do bairro era o Rio Pinheiros, sendo uma grande barreira natural que limitava o tráfego de pessoas e também impedia o pleno desenvolvimento industrial da região. 
Em 1940, Henrique Dumont Villares fez uma doação de 700 Réis à Prefeitura de São Paulo para que a Ponte do Jaguaré pudesse ser construída e, em 1947, o bairro foi ligado às regiões da Vila Leopoldina e Lapa através da ponte. Era então o grande início do desenvolvimento do bairro não só como residencial, mas principalmente como um pólo industrial.

### O Mirante
Bem mais conhecido popularmente na região como Farol do Jaguaré, começou a ser construído no início dos anos 40, sendo inaugurado em 1943. Henrique Dumont Villares ergueu a torre após uma viagem à Europa. Construído no ponto mais alto de suas terras no Jaguaré como parte do desenvolvimento do bairro, o mirante tem 28 metros de altura.
Rumores alegam que a principal razão da finalidade da torre seria servir como um farol de orientação fluvial tanto pra quem fosse navegar pelo Rio Pinheiros, quanto pelo Rio Tietê, apesar de não haver relatos de embarcações navegando neste trecho do rio. Do alto do mirante é possível contemplar uma boa parte da cidade de São Paulo e especialmente áreas mais próximas como a Vila Leopoldina e a Cidade Universitária.
Ao longo dos anos, centenas de casas foram compondo a favela do Jaguaré, fruto de invasões que começaram nos anos 1980 e encobriram a área que seria um parque no projeto original.
A demora do poder público em providenciar o tombamento do mirante e de seus arredores trouxe danos à memória do bairro do Jaguaré. Nos anos 1990, um edifício foi construído em frente ao mirante inviabilizando parte da vista do mesmo para quem trafega na Marginal Pinheiros. A partir do alto do Mirante, o mesmo prédio comprometeu parte da vista que o mesmo proporciona aos seus visitantes. No fim da mesma década, os moradores da região se organizaram e formaram o SAJA – Sociedade de Amigos do Jaguaré e passaram a cuidar do mirante com recursos próprios limpando, pintando e mantendo o bom funcionamento do relógio.
Em 2003, o patrimônio foi tombado pelo Conselho Municipal de Preservação do Patrimônio Histórico.
Em 2013, a Prefeitura de São Paulo retomou a posse do mirante e nada fez para mantê-lo funcional, culminando no furto do sino, do maquinário alemão do relógio incluindo seus ponteiros.
Em 2017, Bruna Callegari escreveu e dirigiu um curta documental sobre o mirante intitulado Farol Invisível.

## Atualmente
Encontra-se fechado ao livre acesso do público com um cadeado trancando a porta que dá acesso à escadaria, em forma de caracol, de 84 degraus, que leva ao topo do farol-mirante, que, no passado, por muito pouco não virou uma simples caixa-d´água para o bairro.